# Comuna Gura Ocniței, Dâmbovița
Gura Ocniței este o comună în județul Dâmbovița, Muntenia, România, formată din satele Adânca, Gura Ocniței (reședința), Ochiuri și Săcueni.

## Așezare
Comuna se află în estul județului, la est de Târgoviște, pe cursul inferior al râului Slănic, și este străbătută de șoseaua DN72, care leagă Târgoviște de Ploiești.

## Demografie
Componența etnică a comunei Gura Ocniței
     Români (85,53%)
     Romi (7,65%)
     Alte etnii (0,18%)
     Necunoscută (6,64%)
Componența confesională a comunei Gura Ocniței
     Ortodocși (91,74%)
     Alte religii (1,11%)
     Necunoscută (7,15%)
Conform recensământului efectuat în 2021, populația comunei Gura Ocniței se ridică la 6.657 de locuitori, în scădere față de recensământul anterior din 2011, când fuseseră înregistrați 7.319 locuitori. Majoritatea locuitorilor sunt români (85,53%), cu o minoritate de romi (7,65%), iar pentru 6,64% nu se cunoaște apartenența etnică. Din punct de vedere confesional, majoritatea locuitorilor sunt ortodocși (91,74%), iar pentru 7,15% nu se cunoaște apartenența confesională.

## Politică și administrație
Comuna Gura Ocniței este administrată de un primar și un consiliu local compus din 15 consilieri. Primarul, Sorin-Vasile Ioniță[*], de la Partidul Social Democrat, este în funcție din 2012. Începând cu alegerile locale din 2024, consiliul local are următoarea componență pe partide politice:
|  | Partid                          | Consilieri | Componența Consiliului | Componența Consiliului | Componența Consiliului | Componența Consiliului | Componența Consiliului | Componența Consiliului |
|  | ------------------------------- | ---------- | ---------------------- | ---------------------- | ---------------------- | ---------------------- | ---------------------- | ---------------------- |
|  | Partidul Social Democrat        | 6          |                        |                        |                        |                        |                        |                        |
|  | Alianța pentru Unirea Românilor | 5          |                        |                        |                        |                        |                        |                        |
|  | Partidul Național Liberal       | 4          |                        |                        |                        |                        |                        |                        |

## Istoric
La sfârșitul secolului al XIX-lea, comuna Gura Ocniței făcea parte din plaiul Dealul-Dâmbovița din județul Dâmbovița și era formată doar din satul de reședință, în care trăiau 840 de locuitori și în care funcționau o biserică și o școală. Pe atunci, satul Săcueni alcătuia o comună de sine stătătoare în același plai, având 719 locuitori. În comuna Săcueni funcționau o biserică, o școală, fabrici de var, țuică și cărămidă. De asemenea, satul Adânca alcătuia și el comuna Adânca, cu 911 locuitori. La Adânca funcționau o școală întreținută de stat, cu 30–40 de elevi, o biserică, o judecătorie comunală și un șef de garnizoană.
În 1925, comuna Gura Ocniței avea în compunere în plus și satul Gărgoteni, având 1296 de locuitori și făcând parte din plasa Târgoviște a aceluiași județ. Din aceeași plasă făcea atunci parte și comuna Secueni, care avea în compunere satele Secueni și Adâncata, împreună cu cătunul Malurile, cu o populație totală de 2564 de locuitori.
În 1950, comunele au fost arondate raionului Târgoviște din regiunea Prahova și apoi (după 1952) din regiunea Ploiești. În 1968, comuna Săcueni a fost și ea desființată și inclusă în comuna Gura Ocniței, care a revenit județului Dâmbovița (reînființat).